# Fabrizio Sala
Fabrizio Sala (Milano, 13 giugno 1971) è un politico italiano, deputato di Forza Italia nella XIX legislatura.

## Biografia
Fabrizio Sala nasce a Milano il 13 giugno 1971. Ha un figlio di nome Federico Sala nato nel 2004.  
Nel 1999 viene eletto sindaco del comune di Misinto (MB), carica che ricoprirà per dieci anni fino al 2009, quando viene nominato assessore all'Ambiente e vicepresidente della provincia di Monza e Brianza. 
Nel 2013 inizia il suo percorso all'interno della X Legislatura della Regione Lombardia, dove è eletto consigliere regionale. Viene poi nominato sottosegretario alla Presidenza con delega all'Expo 2015 e all'internazionalizzazione delle imprese e successivamente vicepresidente di Regione Lombardia con deleghe alla Casa, Housing Sociale, Expo e Internazionalizzazione delle imprese. 
Alle elezioni regionali del 4 marzo 2018 risulta essere il più votato nella provincia di Monza e Brianza: un primato che gli vale la rielezione a consigliere regionale. Per l'XI Legislatura, il 29 marzo 2018 viene nominato dal Presidente Attilio Fontana Vicepresidente di Regione Lombardia e Assessore Regionale per la Ricerca, Innovazione, Università, Export e Internalizzazione. 
Ricopre inoltre l'incarico di Presidente della Rete Europea delle Regioni della Chimica ECRN e quello di Vicepresidente della Rete Aerospaziale Europea NEREUS.
Alle elezioni del 25 settembre 2022 è stato eletto deputato nel collegio plurinominale Lombardia 1 - P02. Il 4 novembre 2022 sostituisce Letizia Moratti alla vicepresidenza di Regione Lombardia dopo che gli era stata sottratta da quest'ultima nel mese di gennaio 2021. Infine nel mese di gennaio 2023 si dimette dall'incarico in regione per continuare il suo percorso di deputato a Roma.